# Jack van Bebber
Jack Francis van Bebber (Perry, 27 luglio 1907 – 13 aprile 1986) è stato un lottatore statunitense, specializzato nella lotta libera.

## Palmarès

### Olimpiadi
- 1 medaglia:
  - 1 oro (Los Angeles 1932 nella lotta libera, pesi welter)